# 石野憲助
石野 憲助（いしの けんすけ、1936年 - ）は、日本の映画プロデューサー・テレビプロデューサー。

## 経歴
劇団民藝映画部、国際放映を経て、1975年に石原プロモーションに入社。多数のテレビドラマをヒットに導きながら、常務取締役として石原プロの経営を支える。しかし1990年、石原プロの方向性に疑問を抱いたことから、高山正彦、荻原達らと共に石原プロを脱退。自身の制作プロダクション「ニューウェーヴ」を設立し、多数のテレビドラマや映画のプロデュースを手がける。
1997年にニューウェーヴを退社後、再び自身の制作プロダクション「マーズプロダクション」を設立。現在は映画を中心に活動中。

## 作品

### TV
- 天皇の世紀
- 水滸伝
- 大都会 闘いの日々
- 大都会 PARTII
- 大都会 PARTIII
- 浮浪雲（渡哲也版）
- 西部警察 (PART1)
- 西部警察 PART-II
- 西部警察 PART-III
- ただいま絶好調!
- ゴリラ・警視庁捜査第8班
- いつか、サレジオ教会で
- 湘南女子寮物語
- 愛さずにいられない
- ヒマラヤの赤い自転車
- 謎ジパング〜あなたの知らない日本（情報番組）
- 瞳に星な女たち
- アイシテイルと描いてみた
- イヴの贈り物
- 巷説百物語（ドラマW版）

### 映画
- 野獣都市 天使の囁き
- よるべなき男の仕事 殺し[1]
- 新宿欲望探偵[1]
- NOBODY[1]
- 三たびの海峡[1]
- ダブル・デセプション〜共犯者